# Alfa Scuti
Alfa Scuti (α Sct) – najjaśniejsza gwiazda w gwiazdozbiorze Tarczy. Znajduje się około 174 lat świetlnych od Słońca.
Alfa Scuti to chłodny pomarańczowy olbrzym należący do typu widmowego K, o jasności obserwowanej równej +3,85m. Alfa Scuti jest znaną gwiazdą zmienną. Prawdopodobnie znajduje się na końcowych etapach ewolucji i urośnie do w pełni rozwiniętego czerwonego olbrzyma, zanim w końcu przekształci się w białego karła. Obecnie jest 21 razy większy od Słońca i co najmniej 130 razy jaśniejszy.